# Agricultura sintrópica
Agricultura sintrópica é o termo designado a um sistema agroflorestal (SAF) baseado no conceito de sintropia - principio contrário ao de entropia - caracterizado pela organização, integração, equilíbrio e preservação de energia no ambiente.
Esta vertente agrícola busca inspiração na dinâmica natural dos ecossistemas virgens – que não sofreram interferência humana – para um manejo sustentável e foi idealizada e difundida por Ernst Götsch, agricultor e pesquisador suíço, nascido em Raperwilsen, em 1948. Enquanto trabalhava com pesquisa em melhoramento genético na instituição Zurique-Reckenholz, Ernst começou a se questionar se não era mais sensato melhorar as condições de vida das plantas, ao invés de alterá-las geneticamente de modo que estas sobrevivam à escassez de nutrientes e boas condições climáticas aos quais são submetidas nas monoculturas. Assim começou a redirecionar o seu trabalho para o desenvolvimento de uma agricultura sustentável. Chegou ao Brasil em 1982 e em 1984 adquiriu a então Fazenda “Fugidos da Terra Seca”, localizada em Piraí do Norte/BA, hoje conhecida como Fazenda Olhos d’Água, devido à quantidade de nascentes que foram recuperadas graças ao trabalho sintrópico desenvolvido.
Neste modelo de SAF, as plantas são cultivadas em consórcio e dispostas em linhas paralelas, intercalando sempre espécies de portes e características diferentes, visando o aproveitamento máximo do terreno, e levando em consideração a manutenção e reintrodução das espécies nativas. O ciclo temporal dos consórcios provou-se também fator fundamental para o bom funcionamento deste SAF, assim como a compreensão do mecanismo de sucessão ecológica em uma floresta não manipulada.
A ideia geral deste manejo é justamente acelerar o processo de sucessão natural, e para tal usam-se principalmente duas técnicas: a capina seletiva, removendo plantas pioneiras nativas (gramíneas, herbáceas e trepadeiras) quando maduras, e a poda de árvores e arbustos, distribuindo em seguida sobre o solo como mulch, proporcionando maior disponibilidade de nutrientes ao solo. As partes removidas das plantas que não são comercializáveis, retornam ao solo com o intuito de adubá-lo e funcionam como uma injeção de NPK natural. Faz-se, portanto, imprescindível o conhecimento e uso adequado dos instrumentos de poda para um bom desenvolvimento da vegetação.
O uso de controladores químicos como inseticidas e herbicidas não é praticado, assim como o uso contínuo de fertilizantes químicos ou mesmo orgânicos que não sejam originários da própria área cultivada. Os insetos e organismos vivos que povoam as áreas sintrópicas não são vistos como inimigos do plantio, mas como sinalizadores de deficiências no sistema, e ajudam o produtor a compreender as necessidades ou falhas daquele cultivo.
Este método permite a recuperação de pastos abandonados, cujos solos sofreram degradação, em um curto período, transformando os mesmos em sistemas altamente produtivos. Em uma cultura tradicional, ou monocultura, à medida que o ciclo de plantação e colheita acontece, o solo vai se degradando e perdendo seus nutrientes. Já no modelo sintrópico acontece o contrário, à medida que os ciclos de plantio ocorrem, há um enriquecimento do solo, devido à disponibilidade de matéria orgânica remanescente das colheitas.
Todos estes processos tendem a gerar modificações positivas no ecossistema, como o aumento da biodiversidade, melhoria da estrutura edáfica, maior retenção de nutrientes no solo, modificações no microclima, como o aumento da umidade relativa, e o favorecimento do ciclo da água.[carece de fontes?]
O modelo também se mostrou economicamente viável. A produção demanda um baixo investimento, já que exige um mínimo de irrigação e não utiliza produtos químicos na sua manutenção. O consórcio de diversos tipos de espécies, entre frutíferas e hortaliças, com diversos tempos de colheita diferentes, beneficia o agricultor que permanece retirando uma fonte de renda da terra constantemente. Além do fato de que, os produtos oriundos são orgânicos, o que valoriza seus preços no mercado.[carece de fontes?]